# Emil Mazuw
Emil Gottlieb Mazuw (spotykana również forma nazwiska Maschuw, ur. 21 września 1900 w Essen, zm. 11 grudnia 1987 w Karlsruhe) – Dowódca SS i Policji prowincji pomorskiej między 1940 a 1945 rokiem.
Od 1928 był członkiem NSDAP, a od 1933 roku członkiem SS. Pełnił funkcje w SS: Obergruppenführera, generała Waffen-SS (1944), generała policji (1942). Był uczestnikiem programu eutanazyjnego w czasie II wojny światowej znanej pod kryptonimem Akcja T4. Po wojnie skazany na 18 lat więzienia za zbrodnie popełnione na Żydach.

## Życiorys
Mazuw był synem robotnika i sam również uczył się zawodu robotnika w branży metalowej. W 1918 jako ochotnik zaciągnął się do Cesarskiej Marynarki Wojennej, w której służył w czasie I wojny światowej. W 1920 roku powrócił do Niemiec, gdzie pływał m.in. na krążowniku „Dresden” i kutrach torpedowych jako mechanik.
W 1928 wstąpił do Sturmabteilung. 1 kwietnia 1928 wstąpił do NSDAP otrzymując nr 85 231.

## II wojna światowa
Był deputowanym do Reichstagu nazistowskich Niemiec IV kadencji z okręgu wyborczego nr 6. Między 1940 a 1945 razem z gauleiterem Franzem Schwede wziął udział w programie eutanazyjnym pod kryptonimem „Akcja T4” podczas którego około 1400 osób chorych psychicznie z zakładów z miast Stralsund, Ueckermünde, Trzebiatów, Lębork i Obrzyce zostało zastrzelonych podczas zbrodni w Piaśnicy

## Po wojnie
W 1948 roku został postawiony przed sądem w czasie denazyfikacji. Po procesie został skazany na 18 lat więzienia za zbrodnie dokonane na Pomorzu. W 1951 roku otrzymał kolejny wyrok 18 i pół roku za przestępstwa dokonane na Żydach w 1933 roku. Zmarł w 1987 w Karlsruhe.

## Odznaczenia
- Złota Odznaka Partii
- Krzyż Żelazny (1939) 2 klasy
- Wojenny Krzyż Zasługi (1939) 2 i 1 klasy z mieczami
- Honorowa szabla Reichsführer-SS
- SS-Ehrenring

## Kariera
| Funkcje w SS i Policji | Funkcje w SS i Policji                             |
| Data                   | Stopień                                            |
| ---------------------- | -------------------------------------------------- |
| 30.11.1930             | SS-Sturmführer                                     |
| 04.02.1932             | SS-Sturmhauptführer                                |
| 11.04.1932             | SS-Sturmbannführer                                 |
| 30.01.1933             | SS-Standartenführer                                |
| 20.03.1934             | SS-Oberführer                                      |
| 30.01.1936             | SS-Brigadeführer                                   |
| 13.09.1936             | SS-Gruppenführer                                   |
|                        | SS-Hauptsturmführer der Reserve (Waffen-SS)        |
| 15.04.1941             | SS-Gruppenführer und Leutenant General der Polizei |
| 20.04.1942             | SS-Obergruppenführer und General der Polizei       |
| 01.07.1944             | SS-Obergruppenführer und General der Waffen-SS     |